# 아시아 개발 은행
아시아 개발 은행(아시아 開發 銀行, Asian Development Bank, 약자: ADB)은 아시아와 태평양 인근의 개발도상국의 경제발전과 협력을 촉진한다는 목적으로 1966년 8월 22일 필리핀의 메트로 마닐라에서 창립했다. ADB에는 아시아 태평양 경제 사회 위원회의 회원국들이 참여하고 있으며, 그 외의 선진국들이 동참하고 있다. 창립 당시에 31개국이 참여했으며, 아시아 개발 은행엔 현재 67개 회원국이 참여하고 있다. (그 중 아태지역 48개국과 그외의 지역 19개국으로 구성됨) 아시아 개발 은행은 세계은행의 모델을 따르고 있으며, 참여국의 출자금액에 따라 투표권에 가중평균치를 둔다.
2013년도 말 기준으로 일본의 출자금이 가장 큰 15.67%를 차지하고 있다. 다음으로 미국이 15.56%, 중국이 6.47%, 인도가 6.36%, 오스트레일리아(호주)가 5.81%의 소유권을 가지고 있다.

## 설립 목적
아시아개발은행은 1963년 3월 제19차 UN 아시아·극동 경제위원회(ECAFE：UN Economic Commission for Asia and the Far East) 총회에서 처음으로 창설 논의가 공식화되었고, 1966년 11월 동경에서 32개국 대표가 참가하여 창립총회를 열고 12월부터 업무를 개시하였다. ADB의 회원국은 2003년 말 현재 62개국(역내 44개국, 역외 18개국)이며, 필리핀의 수도 마닐라에 본부를 두고 있다.
ADB는 아시아·태평양지역의 경제성장과 경제협력을 촉진하고 역내 개발도상국(DMCs：Developing Member Countries)의 경제발전에 기여한다는 설립목적(협정문 제1조) 아래 이러한 설립목적을 달성하기 위하여 다음과 같은 기능을 수행하고 있다(협정문 제2조).
① 개발을 위한 공공 및 민간자본의 투자 촉진, ② 역내 개발도상국의 개발사업에 대한 자금 지원, ③ 역내 개발도상국의 경제개발계획 및 정책의 조정 지원, ④ 개발사업계획의 작성, 재원조달, 집행에 대한 기술적 지원, ⑤ UN 및 그 산하기관, 역내 투자에 관심이 있는 정부와 민간기구 및 기타 국제기구와의 협력, ⑥ 역내 경제 발전과 협력 증진을 위하여 필요한 기타 조치 등이다.
최근에는 ADB가 그동안 중점사업으로 추진해 온 역내 개도국의 경제개발사업에 대한 융자 제공 외에도 역내 개도국의 정책개혁과 성장능력 개발, 지역협력 강화 등에 대한 지원에 중점을 두고 있다. 그리고 경제개발사업에 대한 우선적인 지원을 계속하는 가운데서도 역내 개도국들이 당면하고 있는 사회문제에 대해서도 높은 관심을 나타내며 이 분야에 대한 지원을 강화하고 있다.

## 조직

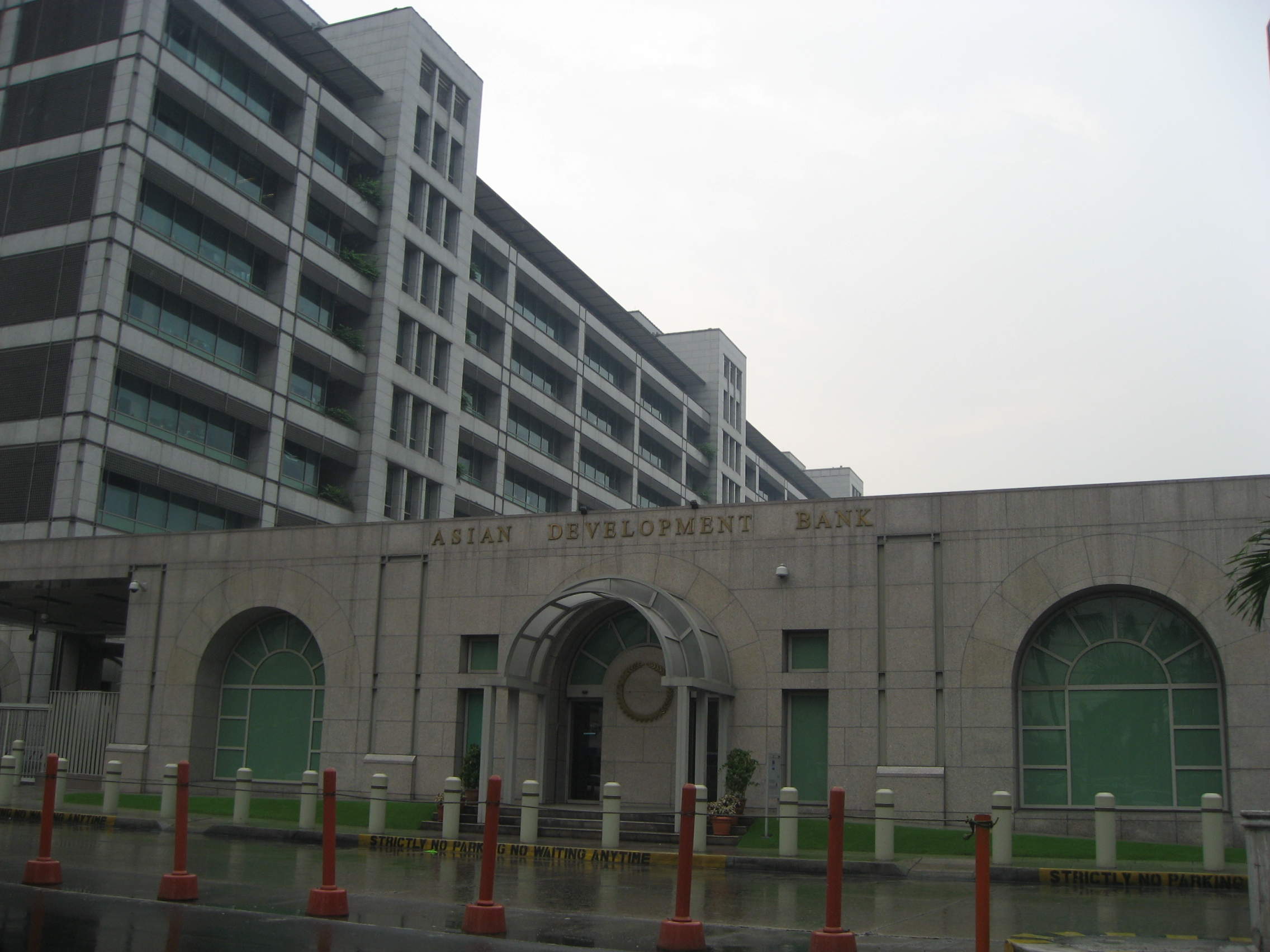
필리핀 만달루용 시티에 위치한 ADB 본부

아시아 개발 은행의 최고 의사결정 기구는 각 국에서 한 명씩 파견한 대표들로 구성된 '운영위원회'이다. 운영위원회는 또한 12명의 '이사회' 멤버를 선출한다. 12명의 이사회 회원국 중 8개국은 아태지역 회원국에서, 나머지 4개국은 기타 지역 회원국의 멤버로 구성한다. 운영위원회는 이사회를 대표하고 ADB를 운영할 아시아 개발 은행의 총재를 선출한다. 총재의 임기는 5년이며 재선이 가능하다. 아시아 개발 은행 설립시 가장 많은 자금을 출자한 일본이 대표로 매번 선출된다.
구로다 하루히코 전 총재에 이어 현임하고 있는 총재는 2013년에 선출된 다케히코 나카오이다.
아시아 개발 은행의 본부는 필리핀 메트로 마닐라 만달루용 시티의 ADB 애비뉴 6에, 사무소는 세계 각국에 위치하고 있다. ADB는 3,051명을 고용하고 있으며 그 중 48%인 1,468명이 필리핀 사람이다.

### 역대 총재 명단
| 이름              | 재임기간  | 국적 |
| ----------------- | --------- | ---- |
| 타케시 와타나베   | 1966–1972 | 일본 |
| 시로 이누에       | 1972–1976 | 일본 |
| 타로이치 요시다   | 1976–1981 | 일본 |
| 마쏘 후지오카     | 1981–1989 | 일본 |
| 기미사카 타루미츠 | 1989–1993 | 일본 |
| 미츠오 사토       | 1993–1999 | 일본 |
| 타다오 치노       | 1999–2005 | 일본 |
| 구로다 하루히코   | 2005–2013 | 일본 |
| 타케히코 나카오   | 2013–     | 일본 |

## 가입
ADB의 가입자격은 UN의 아시아·태평양 경제사회위원회(ESCAP：Economic Social Commission for Asia and the Pacific)의 회원국과 준회원국 그리고 기타 아시아·태평양 지역국가로 되어 있고, 역내국의 경우에는 UN 또는 UN의 전문기구에 가입하고 있는 선진국으로 되어 있다. ADB는 후술할 아프리카개발은행이나 미주개발은행과 달리 설립 당시부터 역외 선진국에 문호를 개방하였다. ADB에 가입을 원하는 국가는 총회의 찬성을 거쳐 가입희망국에 배정된 주식을 인수하고 해당 금액을 출자해야 정식회원국이 된다. 1996년 말 현재 회원국은 역내국 40개국과 역외국 16개국 등 총 56개국으로 구성되어 있다. 대한민국은 1966년 창립 당시에 원(原)회원국이 되었다.
ADB의 각 회원국은 일정한 투표권을 갖게 된다. 각 회원국의 투표권수는 총 투표권수의 20%를 모든 회원국에 똑같이 배분하는 기본표와 각국의 출자액에 비례하여 배분하는 비례표의 합으로 결정된다. 1995년 말 현재 총 투표권수에 대한 주요국의 투표권 비중을 보면 일본이 15.60%로 가장 높고, 그 다음 미국 7.98%, 중국 6.65%, 인도 6.54%, 호주 6.01%, 캐나다 5.47%, 대한민국 5.28%의 순으로 되어 있다. 역내 회원국가의 총투표권 비중은 68.3%이다.
ADB의 회원국들은 IMF나 IBRD와 같이 각국의 투표권 비중이나 경제적 특성 등에 따라 배정되는 특정그룹에 소속되어 활동하는데, 현재 역내국 그룹 8개와 역외국 그룹 4개 등 모두 12개의 그룹으로 나뉘어 있다. 미국, 일본, 중국은 각각 단독으로 한 개의 그룹을 형성하고, 기타국들은 몇 개의 나라가 모여서 한 개의 그룹을 형성하게 된다. 대한민국은 대만, 파푸아뉴기니, 스리랑카, 바누아투와 함께 같은 그룹에 속하고 있으며, 대한민국이 이 그룹의 이사직을 맡고 있다.

### 가입국
| 아프가니스탄   | 1966년 |
| 오스트레일리아 | 1966년 |
| 캄보디아       | 1966년 |
| 인도           | 1966년 |
| 인도네시아     | 1986년 |
| 일본           | 1966년 |
| 대한민국       | 1966년 |
| 라오스         | 1966년 |
| 말레이시아     | 1966년 |
| 네팔           | 1996년 |
| 뉴질랜드       | 1966년 |
| 파키스탄       | 1966년 |
| 필리핀         | 1966년 |
| 사모아         | 1966년 |
| 싱가포르       | 1966년 |
| 스리랑카       | 1966년 |

| 타이완         | 1966년 |
| 태국           | 1966년 |
| 베트남         | 1966년 |
| 홍콩           | 1969년 |
| 피지           | 1970년 |
| 파푸아뉴기니   | 1971년 |
| 통가           | 1972년 |
| 방글라데시     | 1973년 |
| 미얀마         | 1973년 |
| 솔로몬 제도    | 1973년 |
| 키리바시       | 1974년 |
| 쿡 제도        | 1976년 |
| 몰디브         | 1978년 |
| 바누아투       | 1981년 |
| 부탄           | 1982년 |
| 중화인민공화국 | 1986년 |

| 마셜 제도         | 1990년 |
| 미크로네시아 연방 | 1990년 |
| 몽골              | 1991년 |
| 나우루            | 1991년 |
| 투발루            | 1993년 |
| 카자흐스탄        | 1994년 |
| 키르기스스탄      | 1994년 |
| 우즈베키스탄      | 1995년 |
| 타지키스탄        | 1998년 |
| 아제르바이잔      | 1999년 |
| 투르크메니스탄    | 2000년 |
| 동티모르          | 2002년 |
| 팔라우            | 2003년 |
| 아르메니아        | 2005년 |
| 브루나이          | 2006년 |
| 조지아            | 2007년 |
| 니우에            | 2019년 |

| 오스트리아 | 1966년 |
| 벨기에     | 1966년 |
| 캐나다     | 1966년 |
| 덴마크     | 1966년 |
| 핀란드     | 1966년 |
| 독일       | 1966년 |
| 이탈리아   | 1966년 |

| 네덜란드 | 1966년 |
| 노르웨이 | 1966년 |
| 스웨덴   | 1966년 |
| 영국     | 1966년 |
| 미국     | 1966년 |
| 스위스   | 1967년 |

| 프랑스     | 1970년 |
| 스페인     | 1986년 |
| 튀르키예   | 1991년 |
| 포르투갈   | 2002년 |
| 룩셈부르크 | 2003년 |
| 아일랜드   | 2006년 |

## 같이 보기

### 일반 주제
- 아시아 개발 은행 연구소 (ADBI)

### 유사 조직
- 아시아 인프라 투자 은행 (AIIB)
- 세계은행 (WB)